# Home theater personal computer

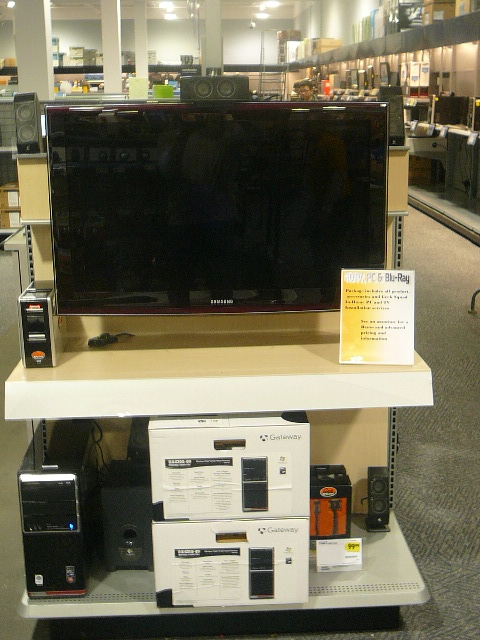
Home theater Personal Computer. 2009

Un home theater personal computer, couramment abrégé sous le sigle HTPC, est un ordinateur personnel destiné au home cinema. Il réunit en un seul composant (l’unité centrale) la plupart, sinon tous les composants d’un ensemble home cinema traditionnel.

## Intérêt
Depuis longtemps, les amplificateurs audio intégrés permettent de sélectionner plusieurs sources audio telles que la radio, le CD ou encore le son de la télévision, mais la multiplication des supports vidéo (télévision analogique, numérique, lecteur DVD, lecteur DivX…) entraîne la prolifération d’éléments séparés différents. Le HTPC permet de réunir tous ces éléments en un seul.

## Fonctionnalités
Un HTPC propose généralement les fonctionnalités classiques suivantes :
- visualisation et enregistrement de la télévision (analogique, TNT, satellite, câble) ;
- guide électronique des programmes ;
- écoute de musique (lecture de CD, bibliothèque MP3, clips vidéo, etc.) ;
- lecture de DVD et de vidéos encodées (Xvid, DivX, MPEG-4...) ou encore de Blu-ray.

Mais un HTPC peut également assurer de nombreuses autres fonctions :
- visualisation de photos ;
- console de jeux, via des émulateurs ;
- informations pratiques, telles que les prévisions météorologiques locales en temps réel ;
- karaoké.

Le système HTPC est piloté dans la plupart des cas par une télécommande infrarouge, mais il est possible d’utiliser d’autres périphériques dans ce but, comme un trackball sans fil ou un assistant personnel.

## Composition

### Matériel
Du point de vue matériel, un système HTPC est généralement composé des éléments suivants :
- une ou plusieurs cartes tuner TV permettant la réception et l’enregistrement de la télévision ;
- une carte son permettant la lecture de vidéos et l’écoute de musique ;
- une carte graphique munie d’une sortie vidéo adéquate (S-Video, DVI ou HDMI voire DisplayPort), permettant l’affichage sur le téléviseur, ou un processeur graphique intégré proposant une accélération matérielle vidéo ;
- un lecteur DVD ou Blu-ray permettant la lecture de films ;
- un lecteur de cartes mémoire permettant de visionner sur le téléviseur des photos issues d’un appareil photo numérique ;
- un récepteur infrarouge permettant le pilotage par télécommande.

### Logiciel
Du point de vue logiciel, un système HTPC contient au minimum un front-end et un back-end :
- le front-end est l’interface entre l’utilisateur et l’ordinateur : elle est conçue pour l’affichage sur un téléviseur et pour être pilotée par télécommande ;
- le back-end constitue le logiciel permettant d’exploiter le système HTPC : il assure au minimum les fonctionnalités de visionnage de la télévision et de lecture de vidéos et de musique.

Le front-end et le back-end font très souvent partie d’un même ensemble et sont rarement dissociables.

## Marché
La création d’un HTPC passe par une sélection de chaque composant nécessaire, de la carte graphique jusqu’au clavier sans fil, en passant par le processeur dégageant le moins de chaleur pour faire la chasse au bruit (car nécessitant une ventilation moindre).
Avec l’avènement du système d’exploitation Microsoft Windows Vista et de son successeur Windows 7, des produits certes moins évolutifs et moins souples qu’un HTPC créé de toutes pièces, mais plus simples à mettre en œuvre ont été introduits sur le marché avec notamment la présence d’un tuner DVB-T permettant la réception de la télévision numérique terrestre.

## Lexique
Le terme HTPC a été francisé de plusieurs manières par les utilisateurs et les fabricants.
Voici la liste des synonymes couramment utilisés :
- HTPC : home theater personal computer ;
- PCHC : personal computer home cinema ;
- PC cinédom : personal computer cinédom ou ordinateur personnel cinédom. Le mot cinédom est la contraction de cinéma à domicile, c’est donc l’équivalent de home cinema (extrait du Journal officiel).